# Phonotaenia clarkei
Phonotaenia clarkei är en skalbaggsart som beskrevs av Franz Antoine 2005. Phonotaenia clarkei ingår i släktet Phonotaenia och familjen Cetoniidae. Inga underarter finns listade i Catalogue of Life.